# 班基亚银行

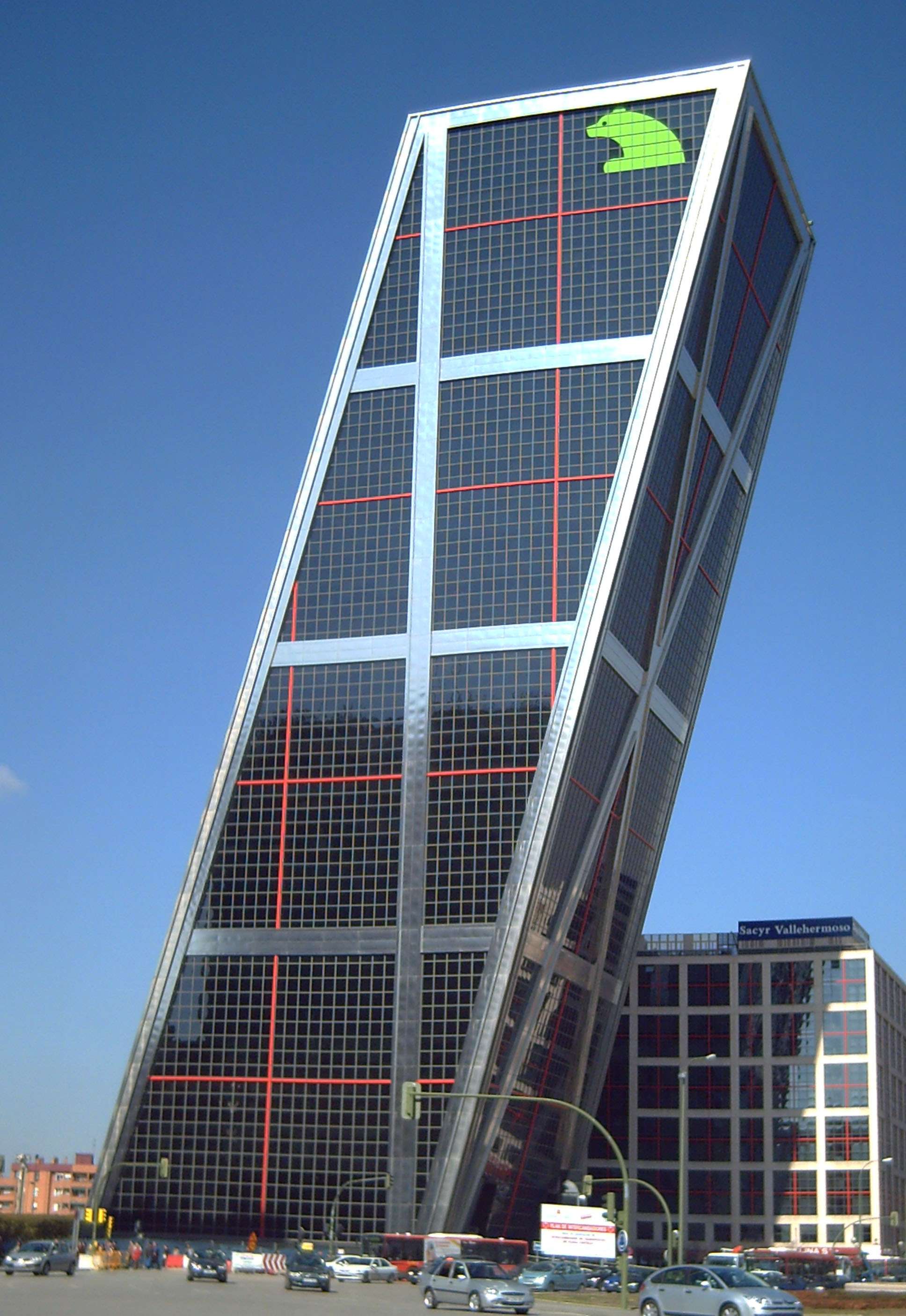
位于马德里的现时营运总部

班基亚银行（Bankia，西班牙語發音：[ˈbaŋkja]）是一家综合多类业务的西班牙银行集团，于2010年12月由七家地区储蓄银行结合业务而成为第一家全国性银行。Bankia的业务总额达4,860亿欧元，总资产为3,280亿欧元。

## 历史
Bankia 由七家西班牙金融机构于2010年12月3日合并而成，在相关业务范围有重要地位。七家储蓄银行这个称之为「冷聚变」的合并只需时四个月，整合合约于2010年7月30日签订。合并后机构由馬德里儲蓄銀行管控，股权分配如下：
- 52.06%，馬德里儲蓄銀行
- 37.70%，Bancaja
- 2.45%，La Caja de Canarias
- 2.33%，Caja de Ávila
- 2.11%，Caixa Laietana
- 2.01%，Caja Segovia
- 1.34%，Caja Rioja

## 业务范畴
Bankia 经营零售及企业银行服务、企业融资、资本市场、资产管理及私人银行服务，提供多种金融产品及服务予本地及国外客户。
机构分行遍布于西班牙全国及北京、都柏林、里斯本、伦敦、迈阿密、米兰、慕尼黑、波尔图、巴黎、上海、华沙及维也纳。
于2011年1月31日，集团持有的多元业务股份组合约值55亿欧元。

## 总部
新银行的注册办公室及附属公司地址在西班牙华伦西亚，但实际营运总部在马德里。银行在下列各国亦有业务：德国、奥地利、中国、法国、爱尔兰、意大利、波兰、葡萄牙、英国及美国。

## 股市
Bankia 已公布将为集团长远利益而有意公开招股，以吸引新投资者及增强资本。

## 國有化
2012年5月8日，西班牙政府將國內資產規模第三大的銀行Bankia部份資產國有化。西班牙總理拉霍伊（Mariano Rajoy）向Bankia的存戶保證，政府將支持Bankia以及整個銀行體系的穩定。西班牙央行指將會用44.7億歐元購入Bankia 45%股份。Bankia及其母公司Banco Financiero y de Ahorros (簡稱BFA)合計持有515億歐元的按揭貸款，是西班牙所有銀行中最高的。